# Екзохорда
Екзохорда (англ. Exochorda)  — невеликий рід квіткових рослин родини розоцвітих, що походить з Китаю та Центральної Азії (Туркестан). Використовуються як декоративні рослини з загальною назвою перловник (pearl bush). Численні види були описані на основі різного зовнішнього вигляду та географічного розподілу, але систематичне дослідження  показало, що різні типи тісно пов’язані між собою і, ймовірно, усі походять від одного виду, який раніше мав широке розповсюдження, фрагментоване за втратою середовища існування. Як окремого виду правильна назва E. racemosa .

## Опис
Це листопадні кущі, що ростуть 2-4м високий. Листки лопаткоподібні овальні, 3-9см довгі, з суцільним або тупозубчастим краєм. Квітки білі, з п'ятьма пелюстками, утворюються навесні на кінцях гілок. Плід являє собою сухий кокцетум, що складається з п'яти зрощених плодолистків, які розщеплюються, щоб вивільнити сплющене насіння. Ліндлі писав у оригінальному описі роду  «Вільні плацентарні хорди, розташовані поза плодолистками, запропонували назву роду».

## Культивування
Цінний садовий гібрид відомий як E. × macrantha CKSchneid. або Exochorda 'The Bride'. У каталозі Лемуана 1904 року [цитовано К. К. Шнайдером,  перекладено Вікіпедією] зазначено: «Ми отримали цей гібрид шляхом запліднення E. alberti пилком E. grandiflora. Квітки, що закінчуються на кожному пагоні, є прямостоячими або горизонтальний, кожен з 8-10 великими квітками, добре розкритими, білосніжними. Цей новий кущ має потужний ріст E. grandiflora . Ця рослина отримала нагороду Королівського садівничого товариства « За заслуги в саду»  .

## Галерея

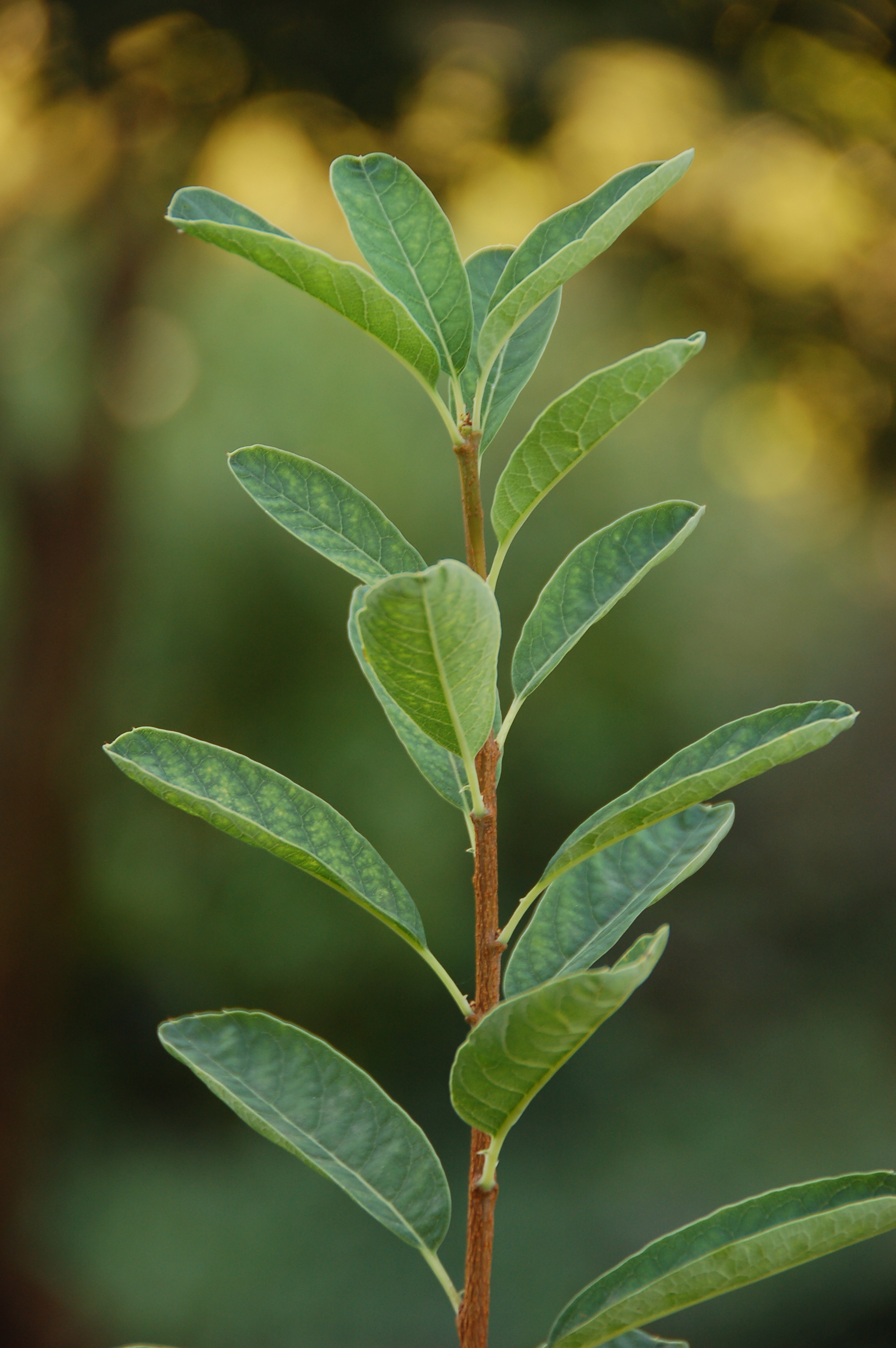
Листя
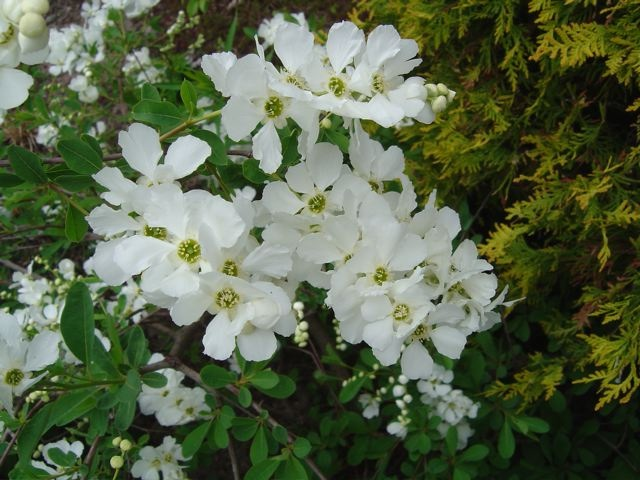
Е.×Макранта "The Bride", квітки
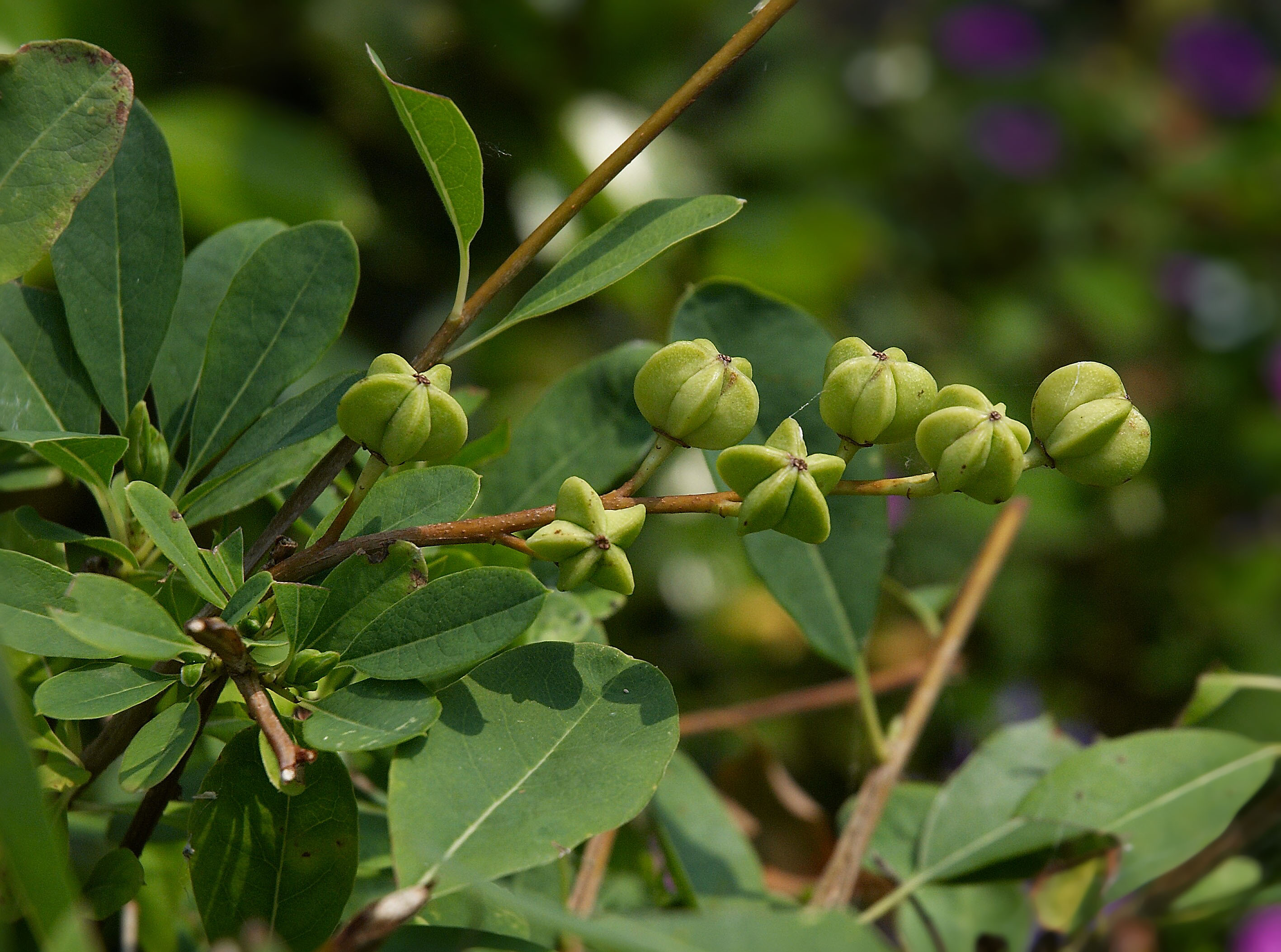
Молоді плоди
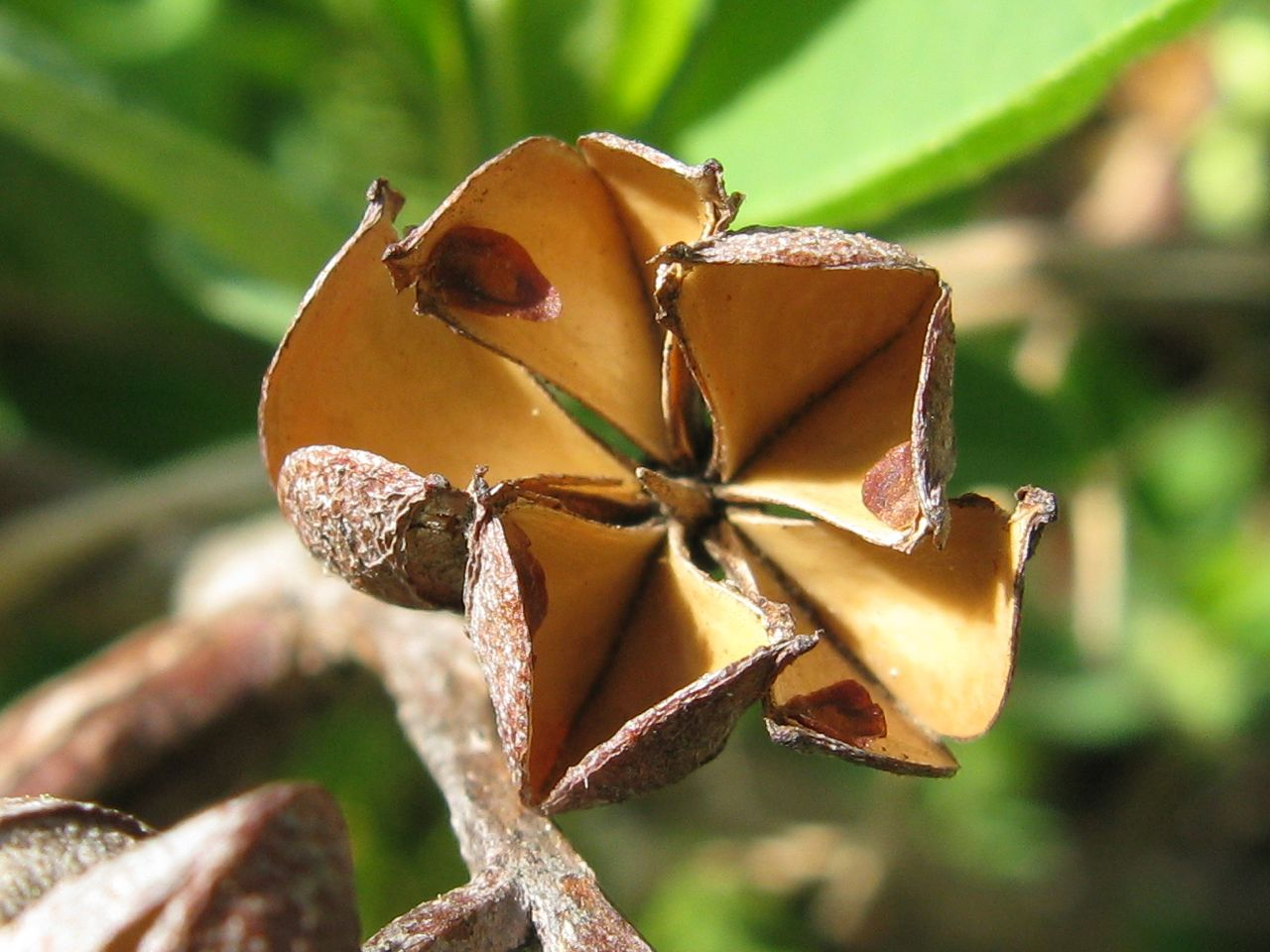
Повністю відкриті плоди після розсіювання